# 智 (ミュージシャン)
智（トモ、1月13日 - ）は、日本のミュージシャンである。ロックバンド・vistlipのヴォーカル担当。福岡県出身。血液型A型。大根団地およびLillとしても活動中。楽曲の作詞を一手に担っている。メンバーカラーは赤。

## 来歴
- 2007年 - vistlipを結成。
- 2017年3月23日 - 公式ブログを変更。
- 2018年12月2日～ - 肺気胸の治療の為に音楽活動を休止。vistlip oneman tour [New ERA STYLE]が公演延期された[5]。（同じ理由で2019年1月に公演予定だったoneman LIVE [HAPPY BIRTHDAY TO THE CENTER LINE]が中止）
- 2019年7月7日 - 音楽活動を再開。[6]

## 人物
- 智が作詞する楽曲はストーリー調でメッセージ性があるのが特徴であり、「SINDRA」ではメンバーとスタッフの車の事故により、失った女性マネージャーのために書いたものであり、メンバーがこれからも共に歩むと誓った楽曲である。

- 苦手なものは蜂、SNS、自然の脅威。
- メンバーのYuhに「貯金しとけ」と言われたことがある。
- 愛用している香水はブルガリブラック、シャネルアリュール。